# داني لوسون
داني لوسون هو لاعب هوكي الجليد كندي، ولد في 30 أكتوبر 1947 في تورونتو في كندا، وتوفي في 15 سبتمبر 2008 في كالغاري في كندا.

## وصلات خارجية
- داني لوسون على موقع دوري الهوكي الوطني (الإنجليزية)
- داني لوسون على موقع EliteProspects.com (الإنجليزية)
- داني لوسون على موقع HockeyDB.com (الإنجليزية)
- داني لوسون على موقع Hockey-Reference.com (الإنجليزية)